# Hesperophylax designatus
Hesperophylax designatus är en nattsländeart som först beskrevs av Walker 1852.  Hesperophylax designatus ingår i släktet Hesperophylax och familjen husmasknattsländor. Utöver nominatformen finns också underarten H. d. isolatus.